# Ernst Blum (Jurist)
Ernst Blum (* 10. November 1901 in Wellesweiler; † 17. Mai 1970 in Saarbrücken) war ein deutscher Jurist.

## Leben
Ernst Blum war der Sohn des Prokuristen August Blum (* 1871) und der Schuhverkäuferin Karoline Blum (1869–1945). Von 1908 bis zu seiner Erblindung 1911 besuchte er die Volksschule in Wellesweiler, danach das Realgymnasium in Neunkirchen (heute Gymnasium am Krebsberg). Ab 1922 studierte er Jura in München, Bonn und Köln. Das erste Staatsexamen legte er am 11. Dezember 1925 ab, und am 18. Juli 1926 wurde er in Köln zum Dr. iur. promoviert. Vom 1. Juli 1926 bis zum 20. Dezember 1929 war er Referendar am Neunkircher Amtsgericht und ab dem 15. Februar 1932 Gerichtsassessor in Berlin und Saarbrücken.
Am 22. Dezember 1934 heiratete Blum seine Sekretärin Martha Mayer (1904–1990).
Zu Beginn der NS-Zeit in Deutschland war er als Beamter bei der Saarbrücker Finanzbehörde beschäftigt und noch nicht vom NS-Regime verfolgt. Nach dem Anschluss des Saargebiets an das Deutsche Reich wurde er dann allerdings im Oktober 1935 „zwangspensioniert“.
Im Jahr 1935 floh er mit seiner Frau nach Frankreich, zuerst nach Thionville, im August 1939 dann nach Contrexéville, wo er am 8. September 1939 verhaftet und in Senones interniert wurde. 1940 wohnte er in Nizza, im April 1944 floh er nach Alvignac in Okzitanien.
Nach seiner Rückkehr ins Saarland im Oktober 1945 beteiligte Ernst Blum sich am Wiederaufbau der Verwaltung (Landesfürsorgeverband des Regierungspräsidiums Saar). Am 3. Juli 1947 wurde er zum Oberregierungsrat ernannt. Am 11. August 1947 wurde er als Opfer des Nationalsozialismus anerkannt. Am 28. April 1948 erfolgte seine Ernennung zum Regierungsdirektor, am 21. Dezember 1960 wurde er Ministerialrat im Ministerium für Arbeit.
Blum setzte sich insbesondere für Blinde und Personen mit jüdischem Glauben ein. Ab 1950 war er Ehrenpräsident des Saarländischen Blindenvereins.
Ernst Blum starb am 17. Mai 1970 an einem Herzinfarkt.

## Ehrungen
Sein Engagement zum Wiederaufbau des jüdischen Lebens in Deutschland und für Blinde in Israel fand vielfach Anerkennung. Unter anderem wurde 1965 der Leo-Baeck-Preis an ihn vergeben. Zudem wurde mit der „Dr. Ernst Blum Clinic“ in Herzlia ein Krankenhaus nach ihm benannt.
Der Regionalhistoriker Hans-Dieter Arntz schilderte 2009 die schriftliche Korrespondenz, die Blums Schwiegervater Isidor Mayer während der NS-Zeit mit Blum und seiner Ehefrau Martha unterhielt. Die Briefe geben einen Einblick in den Lebensalltag eines jüdischen Ehepaares in Euskirchen. Die Schwiegereltern Blums kamen im „Altersghetto“ Theresienstadt ums Leben, wohin sie 1942 deportiert wurden.
In seinem Geburtsort Wellesweiler, heute ein Stadtteil von  Neunkirchen (Saar), wurde eine Straße nach Ernst Blum benannt.

## Werke
- Die Integration der Blinden in die Gesellschaft. Europäische Verlagsanstalt, 1966